# Jiří Růžek
Jiří Růžek (Litomerice, Čehoslovačka, 29. kolovoza 1967.) češki erotski fotograf.

## Životopis
Jiří Růžek rođen je 1967. godine u Litomericama (Češka), kasnije je živio u selu Libochovany. Danas živi u Pragu. Životna suputnica mu je arhitektica i fotografkinja Ludmila Foblová.
Najpoznatiji je po svojim fotografijama golih žena. 2004. – 2005., surađivao je s hrvatskom umjetnicom Teom Hatadi.

## Izložbe
- 1. Holešovická kavárna 2006, Prag
- Jiří Růžek - Akty 2007 (1. Holešovická kavárna Prag)
- Designblok 2009 (Superstudio A4 Holešovický pivovar, Prag)[2]
- Prague Photo 2010 (Exhibition Hall Mánes, Prag)[3]
- Jiří Růžek - Holky v altánu/Girls in the Arbor 2010 (Viniční altán, Prag)[4][5]
- Maximální fotografie 2010 (Brava Rudoltice)[6]
- Jiří Růžek - V lůně středohoří 2010 (Galerija Na Baště Litoměřice)[7]
- Digiforum 2010 (Clarion Congress Hotel, Prag)[8]
- Art For Sue Ryder 2010 (Sue Ryder, Prag)[9]
- Základní Instinkt/Basic Instinct 2010 (Malostranská Beseda, Prag)[10]
- Základní Instinkt/Basic Instinct 2011 (Langhans Galerija, Prag)[11]
- Naked in Algarve, 2011 (Galeria Arte Algarve, Lagoa, Portugal)[12]
- Feira de arte Arte Algarve IV, 2011 (Única - Adega Cooperativa do Algarve em Lagoa, Lagoa, Portugal)[10][13]

## Nagrade
- Akty X 2009 - 1. nagrada (Reflex magazine best nude photo contest)[14][15]
- Základní instinkt 2010 - 1. nagrada (polufinale, Instinkt)[16][17]

## Knjige
- Transit (2009, Euphoria Factory, Japan) ISBN 978-4-06-379405-2
- Nude Photography (2010, Loft Publications, Španjolska/Frechmann GmbH., Njemačka) ISBN 978-84-92731-00-8
- Dame tus ojos (2011, Random House, Španjolska) ISBN 978-84-253-4574-6
- Fetish Fantasies (2011, Feierabend Unique Books, Njemačka) ISBN 978-3-939998-77-8
- Pussymania (2011, Edition Skylight, Švicarska) ISBN 978-3-03766-622-7

## Vanjske poveznice
|  | Zajednički poslužitelj ima još gradiva o temi Jiří Růžek |

- www.jiriruzek.net